# Matlatzinques
Els matlatzinques són un poble indígena de Mèxic que habita San Francisco Oxtotilpan, poblat del municipi de Temascaltepec de l'estat de Mèxic. El terme "matlatzinca" és la designació que els asteques van utilitzar per referir-se a aquest poble, i en nàhuatl significa "els senyors de la xarxa" o "els que fan xarxes", dels arrels matlatl, "xarxa", zintil, pronom de reverència, i catl el gentilici.

## Cultura
La cultura prehispànica dels matlatzinques era molt desenvolupada i llur territori s'estenia als estats de Michoacán, Guerrero i segons alguns historiadors fins a Sinaloa, al nord. Tanmateix, llur cultura va decaure, i van ser conquistats pels asteques. El poble ha sofert una enorme desintegració al llarg del temps, i avui dia només sobreviuen 3.005 individus, la major part dels quals viuen a la petita comunitat de San Francisco de l'estat de Mèxic i uns pocs han emigrat al Districte Federal. Es dediquen principalment a l'agricultura, la ramaderia i l'explotació forestal.

## Llengua
La llengua matlatzinca (ISO: mat) pertany a la família otomang, i específicament a la branca matlatzinca. La major part dels joves ja no parlen la llengua i, per tant, es considera que està en perill d'extinció.

## Història
Els matlazinques van habitar principalment el sud i l'occident de l'Estat de Mèxic, l'orient de Michoacán i el nord de Guerrero i algunes localitats de Morelos i el Districte Federal, situant-se el centre del seu territori a l'antiga zona lacustre de l'Alt Lerma. De fet tots els estats de Puebla, Tlaxcala, Veracruz, Morelos, Michoacán, Guerrero, Jalisco i Colima predominaven pobles de llengua otomang entre els quals es troben, a més dels matlatzinques, els otomís, els mazatecs i els mazahues.
Els matlatzinques antics van formar poderosos senyors que en l'època prehispnica van construir importants centres polítics i cerimonials, integrants també del senyoriu que va dominar l'extens territori habitat per otomís, mazahues, ocuiltecs i nàhues; conegut com a Vall de Matlatzinco (avui vall de Toluca).
Entre 1475 i 1519 els mexiques van emprendre diverses accions bèl·liques contra els matlatzinques. L'Alt Lerma i la Vall de Toluca estava dominada pels matlatzinques i la seva llengua era la majoritària a la regió. En l'època de Moctezuma Ilhuicamina, Matlatzinco va començar a veure's com a objecte de conquesta i els mexica van atacar als matlatzinques amb el pretext que havien refusat proporcionar materials per a la construcció d'un temple, però les veritables raons eren els temors del grup governant asteca per les implicacions estratègiques de Matlatzinco, situat entre l'estat purépecha i l'estat mexica, els dos en expansió. A més Matlatzinco era una important àrea de producció de blat de moro. Quan els matlatzinques van refusar proporcionar materials, Tlacaélel, germà gran de Moctezuma, va incitar Axayácatl a conquistar Matlatzinco.
Durant la Conquesta de Mèxic, els matlaltzinques es van unir a Malinalco i als cohuixques per ajudar en una ofensiva externa als mexica, que es trobaven assetjats a la ciutat de Tenochtitlan. Hernán Cortés va enviar als capitans Andrés de Tapia i Gonzalo de Sandoval al comandament d'un exèrcit mixt d'espanyols i pobles aliats. Les batalles van ser llargues i difícils, però al final els mexica van ser derrotats. Posteriorment el territori matlatzinca va passar també a estar administrat pels espanyols, que prèviament havien estat aliats dels matlatzinques.